# Neuapostolische Kirche Süddeutschland
Die Neuapostolische Kirche Süddeutschland ist ein Verwaltungsbezirk (Gebietskirche) der Neuapostolischen Kirche, der Baden-Württemberg, den Großteil Bayerns (ohne den Raum Aschaffenburg, der zur Neuapostolischen Kirche Westdeutschland gehört) sowie kleinere Teile Hessens (im Landkreis Bergstraße) umfasst. Kirchenpräsident und zuständiger Bezirksapostel ist seit 23. April 2006 Michael Ehrich.
Der Bezirksapostelbereich Süddeutschland umfasst nebst den genannten Gebieten in Süddeutschland 30 weitere Länder in Südosteuropa, Afrika und am Persischen Golf.

## Geschichte
Zu Beginn des 19. Jahrhunderts traten gläubige Christen, Anhänger einer charismatischen Erweckungsbewegung aus verschiedenen Konfessionen, in England, Schottland und in Deutschland auf, in Süddeutschland vor allem um das Donaumoos in Bayern, der Gegend um Karlshuld.
Aus ihnen gingen in den 1850er Jahren, durch die erste Heilige Versiegelung am 16. August 1856 in Ulm durch Apostel Henry Drummond die katholisch-apostolischen Gemeinden hervor. Um 1863 konvertierten fast alle katholisch-apostolischen Mitglieder zu dessen Abspaltung, der Neuapostolischen Kirche (damals noch Allgemeine christliche apostolische Mission). Schließlich wurde am 3. Juni 1888 der erste Apostel für den süddeutschen Bereich gerufen, Georg Gustav Adolf Ruff. Erst im Mai 1896 wurde in Schopfheim in Baden die erste süddeutsche Gemeinde gegründet. Die erste Gemeinde Württembergs wurde im Oktober 1896 in Tailfingen gegründet. Bis zum Jahresende 1897 entstanden noch etwa zwölf weitere Gemeinden.
Am 29. März 1921 erhielt die Neuapostolische Kirche in der Republik Baden die Körperschaftsrechte. Am 28. Juli 1924 wurden mit Karl Hartmann und Karl Gutbrod zwei neue Bezirksapostel ordiniert. Während Hartmann die Bereiche Südhessen, Baden und die bayerische Pfalz übernahm, verantraute man Gutbrod den Bereich Heilbronn. Am 1. Januar 1925 wird Karl Hartmann Landesvorsitzender in Baden, zuvor wurden alle badischen Gemeinden zur Juristischen Person. Genau ein Jahr später, am 1. Januar 1926, wird der Bereich Heilbronn ein selbstständiger Kirchenverwaltungsbezirk unter dem Namen: Neuapostolische Gemeinde e. V., Sitz Heilbronn. Dieser bestand aus 212 Gemeinden und zwölf Kirchenbezirken in Württemberg und Bayern (dortige Ausnahmen: Coburg und Hof).
Während des nationalsozialistischen Regimes und des Zweiten Weltkriegs wurden auch in Süddeutschland zahlreiche neuapostolische Gemeinden geschlossen. Nur die bedingungslose Unterwerfung durch rassistische Bemerkungen in Kirchenzeitschriften, Hitlergrüße nach den Gottesdiensten und Zwangsbeitritte neuapostolischer Geistlicher zur NSDAP brachten die Nationalsozialisten noch einmal zum Überdenken des „Irrtums“, was die Kirche selbst wahrscheinlich vor der totalen Schließung und Verbot rettete.
Am 27. November 1938 wurde Georg Schall zum Bezirksapostel für die rund 400 Gemeinden und 36.000 neuapostolische Christen in Württemberg und Bayern ordiniert. Etwa zehn Jahre später, am 28. Juli 1948 erhält Neuapostolische Gemeinde e. V., Sitz Heilbronn, d. h. Nordwürttemberg, die Körperschaftsrechte.
Ab dem 1. Januar 1949 wurde der Apostelbezirk Heilbronn in Apostelbezirk Stuttgart umbenannt; das Verwaltungsgebiet entsprach dabei weitgehend den Landesgrenzen. Am 25. Februar des Jahres 1950 erhielt die Neuapostolische Kirche auch in Bayern die Körperschaftsrechte, am 5. April dieses Jahres auch Südwürttemberg und Hohenzollern. Am 10. September 1950 wurde Friedrich Hahn zum Bezirksapostel für den Bereich Baden ordiniert. Am 1. Januar des Jahres 1953 übertrug man Bezirksapostel Eugen Startz die Verantwortung über alle bayrischen Gemeinden. Auch im Jahre 1954, am 21. Februar, wurde ein Bezirksapostel ordiniert: Gotthilf Volz sollte fortan Stellvertreter des Bezirksapostels Schall sein und übernahm damit die Gemeinden in Württemberg und Hohenzollern.
Am 18. Januar 1965 wurden beide in den Ruhestand versetzt und dem Schweizer Bezirksapostel und späteren Stammapostel Ernst Streckeisen wurden die württembergischen Gemeinden anvertraut. Zu einem Wechsel in Baden kam es an Silvester 1966, als Bezirksapostel Friedrich Hahn in den Ruhestand versetzt und Willi Wintermantel zum neuen Bezirksapostel ordiniert wurde.
Als der Bezirksapostel der Schweiz und Württembergs, Ernst Streckeisen, Anfang 1975 zum Stammapostel ordiniert worden war, wurde am 4. Mai 1975 Karl Kühnle zum württembergischen Bezirksapostel ordiniert. In Baden kam es am 19. April 1981 zu einem Wechsel in der Leitung, als Bezirksapostel Wintermantel in den Ruhestand ging und Bezirksapostel Klaus Saur dessen Nachfolger wurde.
In Bayern trat am 28. November 1982 Bezirksapostel Eugen Startz in den Ruhestand. Bezirksapostel Karl Kühnle wurde beauftragt, nebst Württemberg auch die Gebietskirche Bayern als Bezirksapostel zu betreuen. Die beiden Gebietskirchen blieben aber rechtlich selbständig.
Per 1. Januar 1997 fusionierten die Gebietskirchen Baden und Württemberg zur Gebietskirche Baden-Württemberg. Am 1. Januar 2002 entstand schließlich die heutige Gebietskirche Süddeutschland durch Fusion der Gebietskirchen Baden-Württemberg und Bayern.
Am 23. April 2006 trat Bezirksapostel Klaus Saur in den Ruhestand. Nachfolger als Bezirksapostel und Kirchenpräsident wurde Michael Ehrich.
Am Himmelfahrtswochenende 2024 (9.–12. Mai 2024) veranstaltete die Neuapostolische Kirche Süddeutschland in der Innenstadt von Karlsruhe den Süddeutschen Kirchentag. Die mehrtägige Veranstaltung stand unter dem Motto „Kommet her“.
Nach 20 Jahren als Bezirksapostel und Kirchenpräsident informierte Michael Ehrich die Gläubigen der Gebietskirche Süddeutschland im Juni 2025 über seinen bevorstehenden Ruhestand im Jahr 2026. Zeitgleich wurde bekannt gegeben, dass Apostel Martin Rheinberger als Nachfolger vorgesehen ist. In einem Gottesdienst in Regensburg am 29. Juni 2025 wurde Apostel Rheinberger zum Bezirksapostelhelfer ernannt. Bis zu seiner Beauftragung wird er weiterhin im Apostelbereich Karlsruhe den Gläubigen in den Bezirken Bretten/Bruchsal, Calw, Heidelberg, Karlsruhe, Mannheim/Weinheim, Pforzheim und Söllingen vorstehen.

## Struktur

### Deutschland
Die Gebietskirche Süddeutschland ist mit rund 101.000 Mitgliedern aktuell knapp die kleinste der Neuapostolischen Kirche in Deutschland, wobei die drei deutschen Gebietskirchen nach Mitgliedern aktuell nahezu gleich groß sind. Mit 566 Gemeinden weist die Gebietskirche Süddeutschland jedoch die meisten Gemeinden aller deutschen Gebietskirchen auf.
Sie ist Körperschaft des öffentlichen Rechts und besitzt somit eine eigene Verfassung. Die Verwaltung in Stuttgart hat rund 60 Mitarbeiter fest angestellt.
Die Gebietskirche Süddeutschland gliedert sich in sechs Apostelbereiche und 42 Kirchenbezirke:
| Apostelbereich     | Kirchenbezirke | Gemeinden | Apostel            | Bischof           |
| ------------------ | --- | --------- | ------------------ | ----------------- |
| Freiburg/Tübingen  | - Albstadt/Tübingen - Dornhan/Villingen-Schwenningen - Freiburg/Offenburg - Freudenstadt - Lörrach - Nagold - Tuttlingen                                                                  | 97        | Martin Schnaufer   | Urs Heiniger      |
| Heilbronn/Nürnberg | - Backnang - Coburg/Hof - Erlangen/Würzburg - Heilbronn - Nürnberg - Schwäbisch Hall | 88        | Arne Herrmann      | Marco Metzger     |
| Karlsruhe          | - Bretten/Bruchsal - Calw - Heidelberg - Karlsruhe - Mannheim/Weinheim - Pforzheim - Söllingen                                                                                            | 85        | Martin Rheinberger | Jörg Vester       |
| München            | - Augsburg/Nördlingen - Ingolstadt - Landshut - München-Nord - München-Süd - Rosenheim | 76        | Andreas Sargant    | Paul Hepp         |
| Stuttgart          | - Bietigheim-Bissingen - Esslingen/Stuttgart-Degerloch - Nürtingen - Reutlingen - Sindelfingen - Stuttgart-Bad Canstatt - Stuttgart/Fellbach - Stuttgart/Leonberg - Stuttgart/Ludwigsburg | 115       | Jürgen Loy         | Matthias Grauer   |
| Ulm                | - Göppingen/Kirchheim - Heidenheim - Kempten - Memmingen - Ravensburg - Schwäbisch Gmünd - Ulm                                                                                            | 097       | Volker Keck        | Jürgen Gründemann |

### Missionsgebiete
Die Neuapostolische Kirche Süddeutschland unterstützt die administrative und seelsorgerische Arbeit auch in anderen Ländern der Welt, die jeweils einem bestimmten Apostelbereich zugeteilt sind und so von einem süddeutschen Apostel unterstützt werden. Insgesamt sind in den verschiedenen Missionsländern 37 Apostel tätig.
30 Länder in Südosteuropa, Afrika und am Persischen Golf gehören zum Bezirksapostelbereich Süddeutschland:
| Land                                   | Mitglieder (2005) | Missionstätigkeit seit |
| -------------------------------------- | ----------------- | ---------------------- |
| Äquatorialguinea                       | 011.400           | 1987                   |
| Äthiopien, Eritrea, Dschibuti, Somalia | 001.100           | 1988                   |
| Benin                                  | 025.500           | 2001                   |
| Elfenbeinküste                         | 024.200           | 2001                   |
| Gabun                                  | 004.400           | 1999                   |
| Ghana                                  | 562.000           | 1984                   |
| Guinea                                 | 048.600           | 1987                   |
| Kamerun                                | 014.000           | 1990                   |
| Liberia                                | k. A.             | 1995                   |
| Nigeria                                | 355.000           | 1985                   |
| Sierra Leone                           | 105.000           | 1985                   |
| Togo                                   | 044.000           | 2001                   |
| Golfstaaten                            | 000.400           | 1991                   |
| Balkanländer                           | 000.800           | 1991                   |

## Galerie

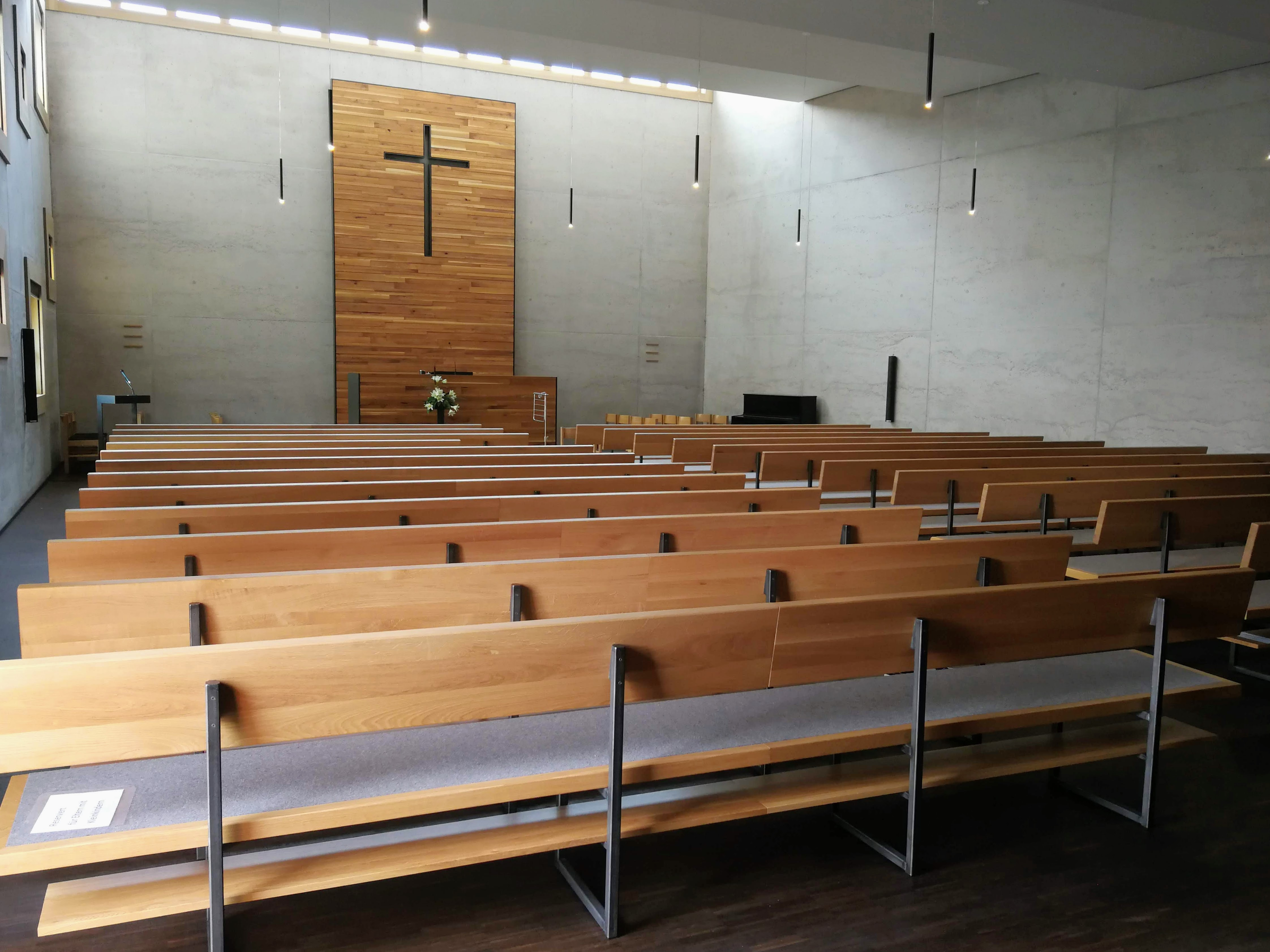
Neuapostolische Kirche Pliezhausen, Kirchenbezirk Reutlingen
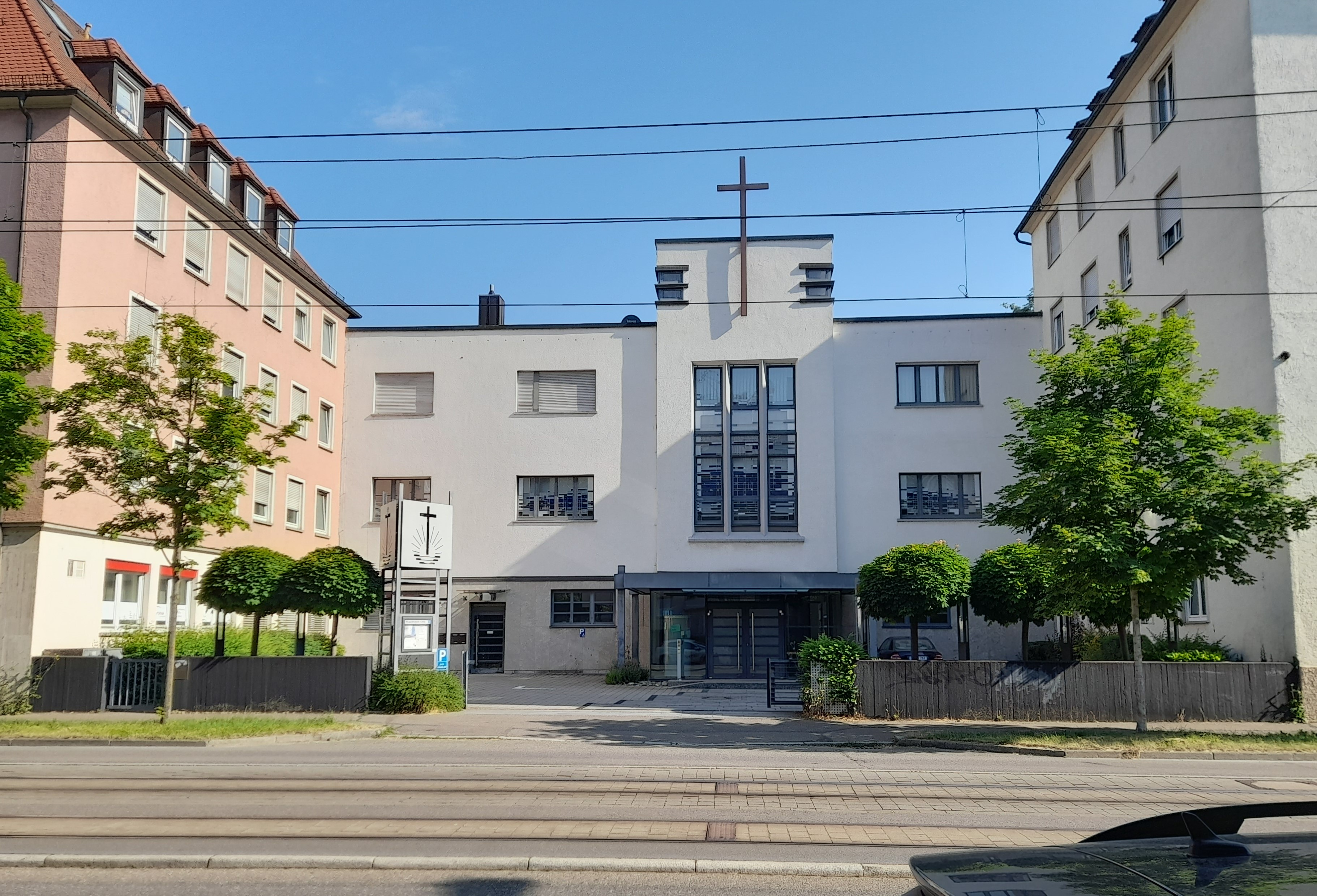
Neuapostolische Kirche Ulm-West, Kirchenbezirk Ulm
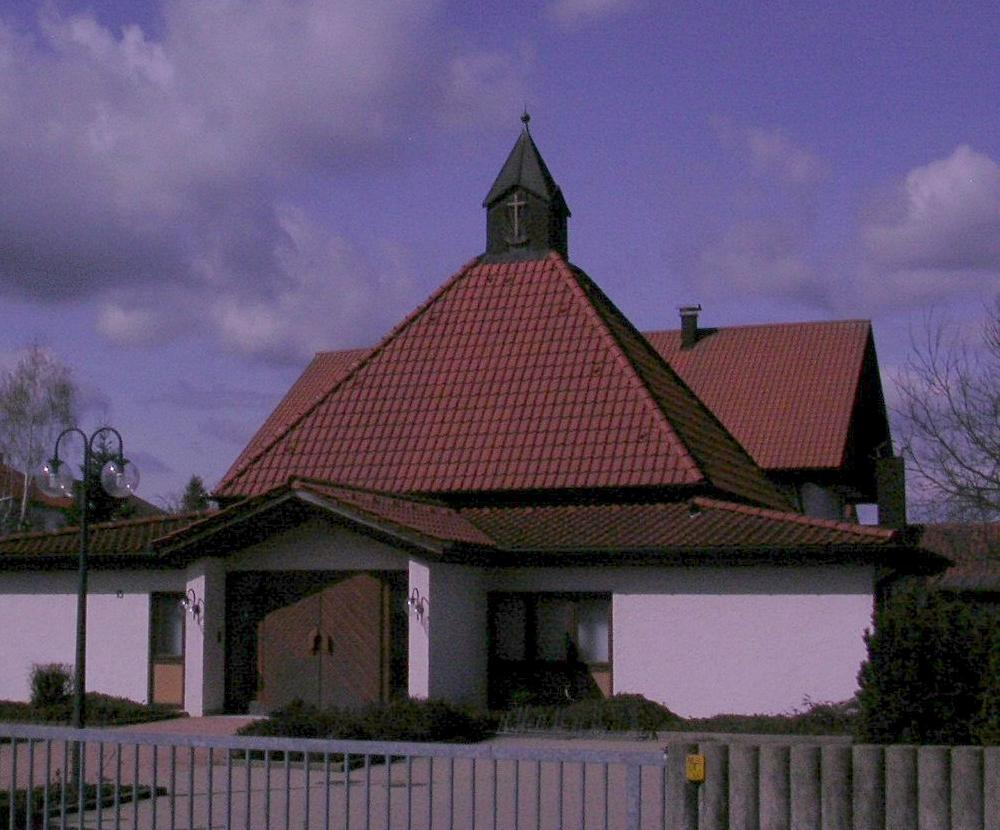
Neuapostolische Kirche Bad Wörishofen, Kirchenbezirk Memmingen
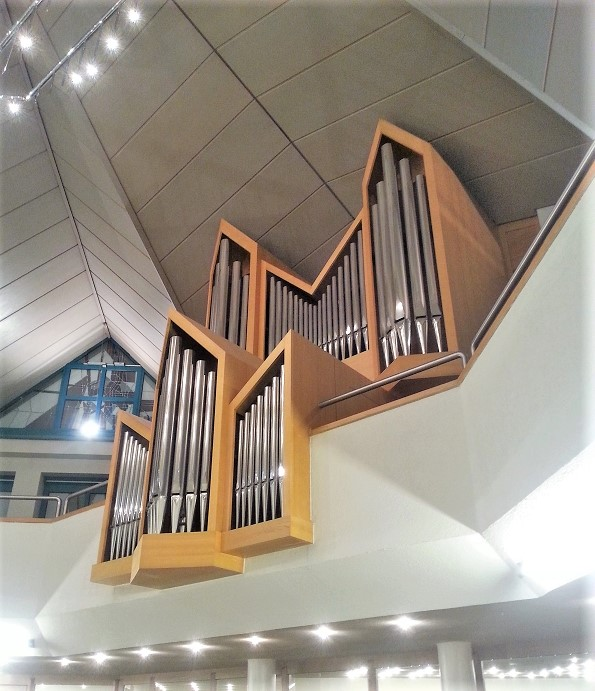
Neuapostolische Kirche München-Giesing, Kirchenbezirk München-Süd
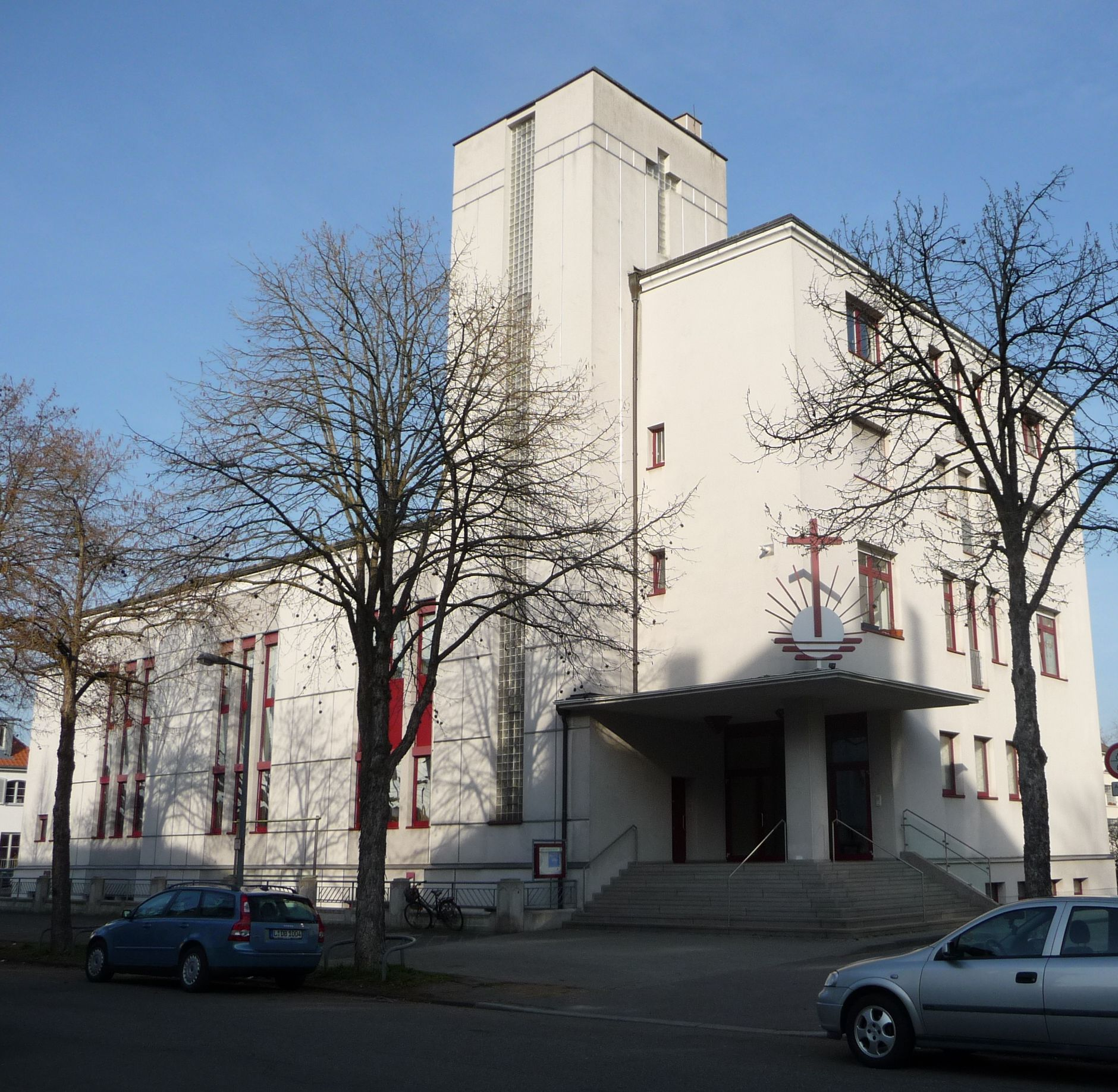
Neuapostolische Kirche Mannheim-Moselstraße, Kirchenbezirk Mannheim/Weinheim
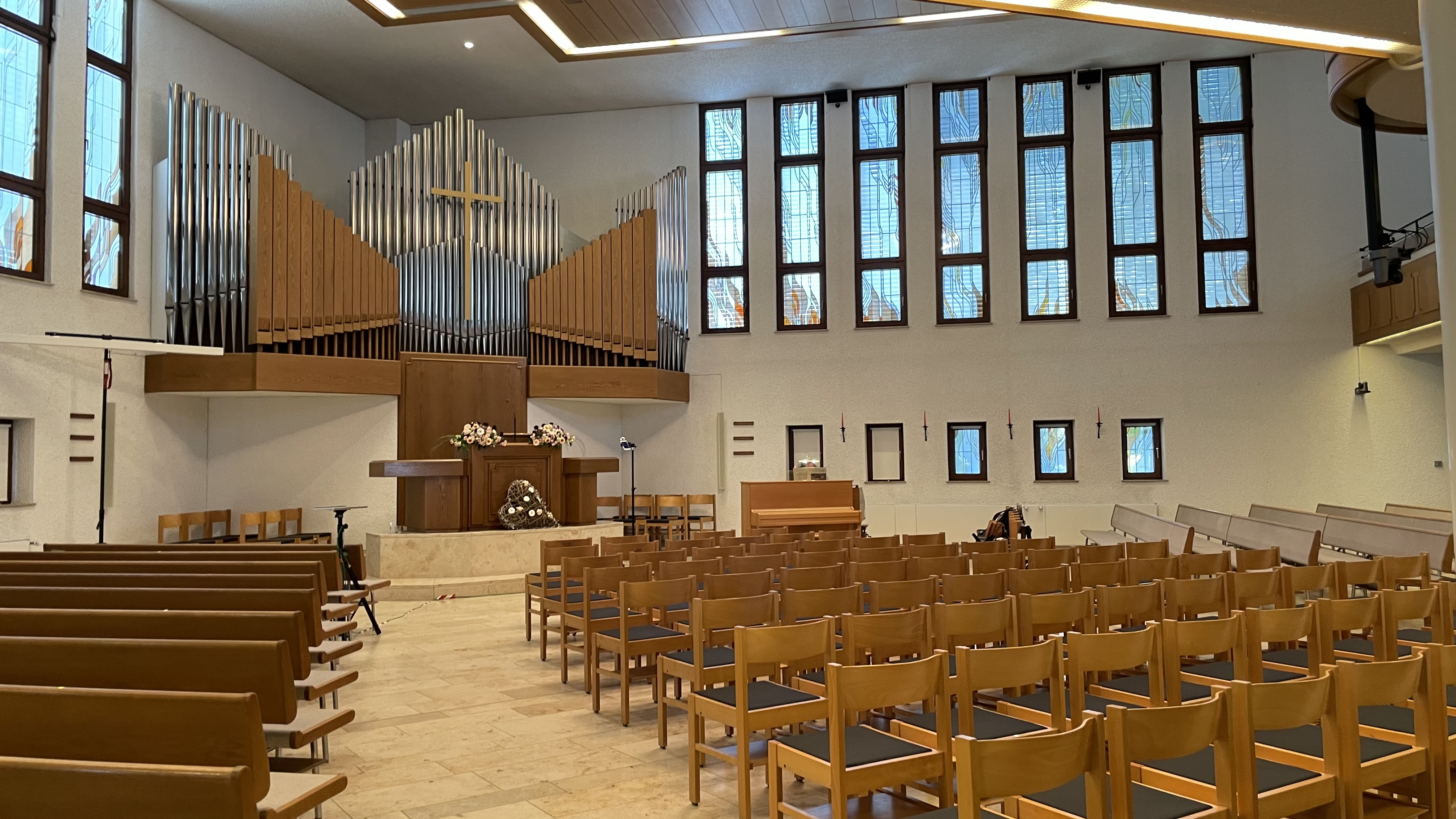
Neuapostolische Kirche Kirchheim/Teck, Kirchenbezirk Göppingen/Kirchheim
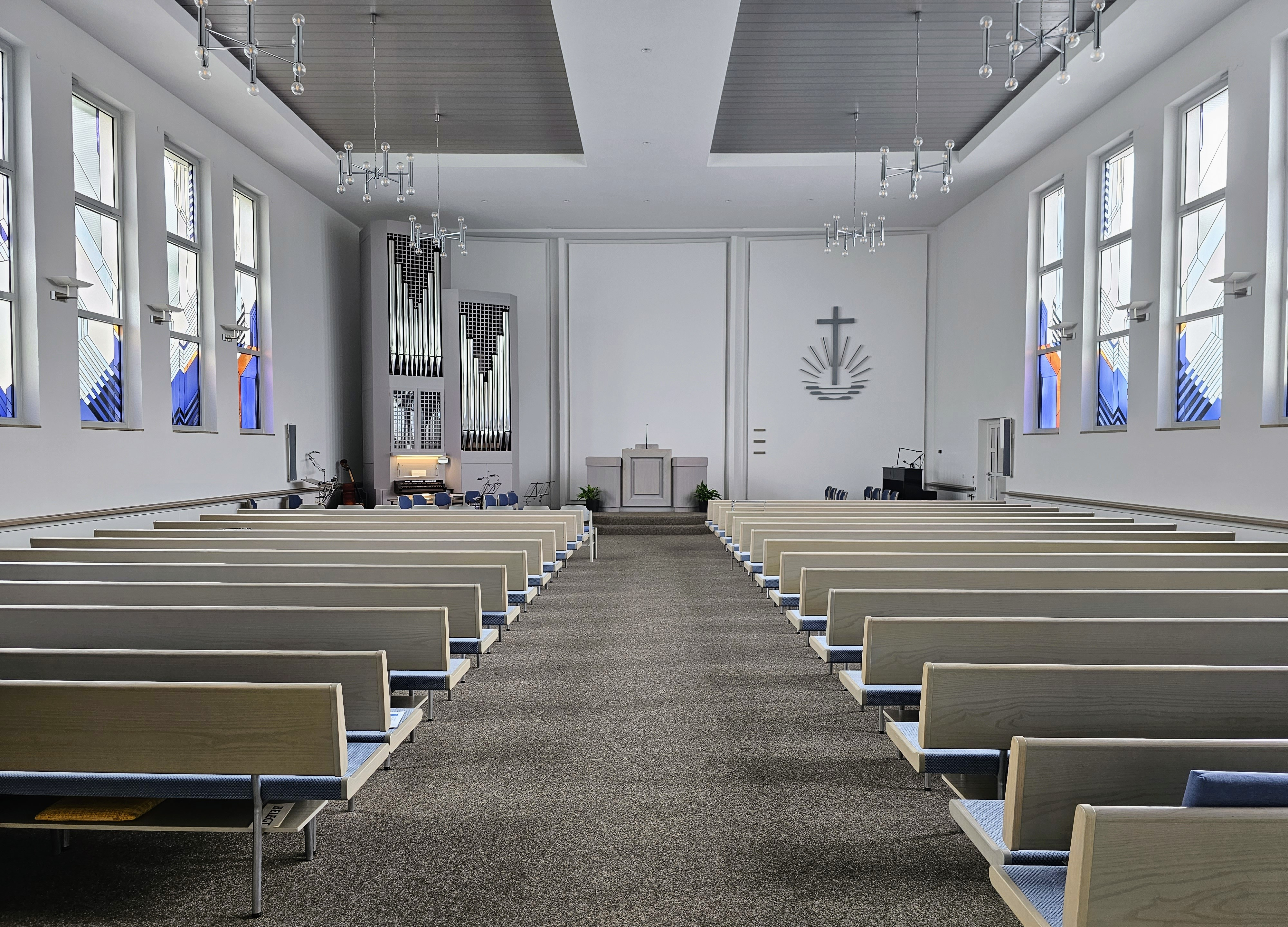
Neuapostolische Kirche Hof/Saale, Kirchenbezirk Coburg/Hof
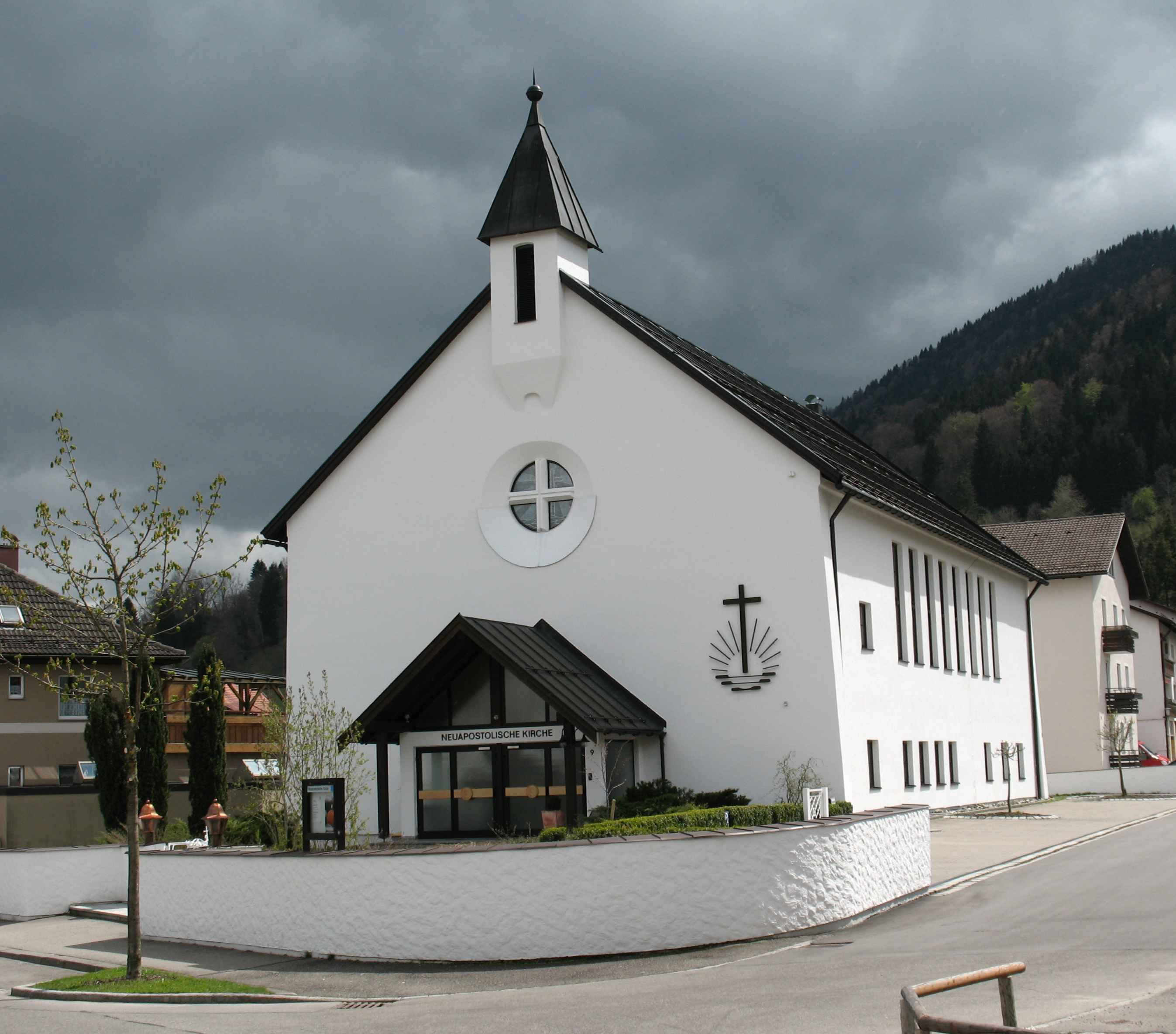
Neuapostolische Kirche Immenstadt, Kirchenbezirk Kempten
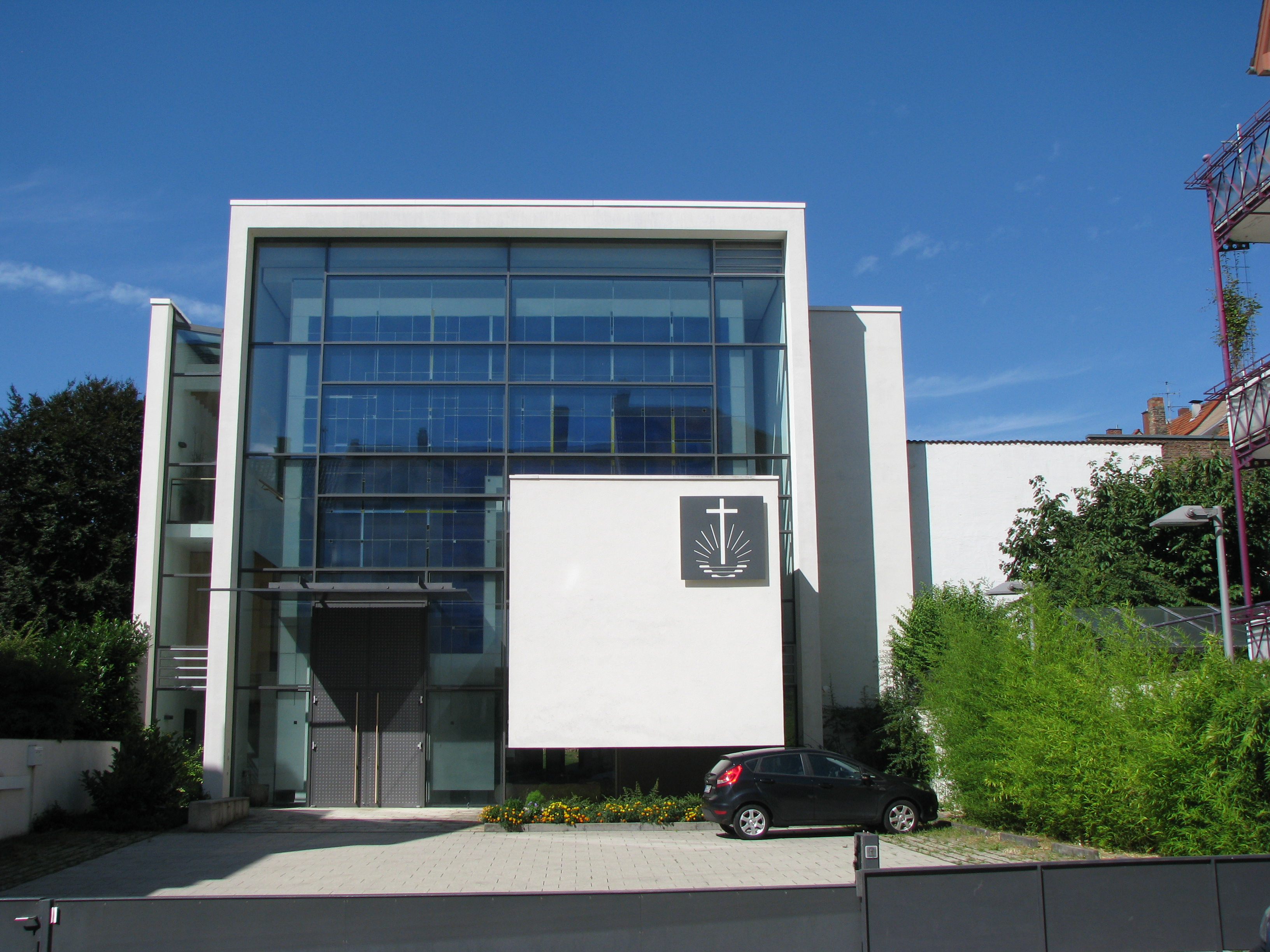
Neuapostolische Kirche Heidelberg-Werderstraße, Kirchenbezirk Heidelberg

## Spezielle Einrichtungen

### Kammerchor Stuttgart
Gegründet wurde der Chor durch Hermann Ober, den damaligen Leiter der Musikabteilung des Verlags Friedrich Bischoff, Frankfurt am Main (heute Neu-Isenburg), im März des Jahres 1960. Bis in die 1980er Jahre war es ausschließlich Aufgabe des Chores, Lieder und Chorwerke aus Liedsammlungen der Neuapostolischen Kirche auf Tonträger aufzunehmen, daher stammt auch der ursprüngliche Name Schallplattenchor. Die erste Aufnahme fand 1961 im damaligen SDR-Tonstudio Villa Berg statt. Die musikalische Leitung hatte 28 Jahre Wilfried Orlikowsky aus Tübingen. Heute steht der Chor unter der Leitung von Timo Reikowski.

### Forum Fasanenhof
Das Forum Fasanenhof ist eine im Jahr 2007 in Betrieb genommenene Begegnungsstätte der Neuapostolischen Kirche Süddeutschland. Das Forum Fasanenhof befindet sich im ehemaligen Kirchengebäude der neuapostolischen Kirchgemeinde Stuttgart-Fasanenhof, welche zuvor mit der Kirchgemeinde Stuttgart-Möhringen fusioniert worden ist. In der Begegnungsstätte werden Vorträge, Konzerte, Chor- und/oder Orchesterproben und sonstige Treffen unterschiedlicher Gruppen durchgeführt.

### „human aktiv“
„human aktiv“ (bis Ende 2017 „Missionswerk“) ist das 1993 gegründete Hilfswerk der Neuapostolischen Kirche Süddeutschland. Der eingetragene Verein mit Sitz in Stuttgart ist bestrebt, humanitäre Hilfe denen zuteilwerden zu lassen die in Not geraten sind. Er verfolgt ausschließlich und unmittelbar mildtätige Zwecke im In- und Ausland und finanziert sich zu großen Teilen aus Spenden und Zuschüssen. Unabhängig von Hautfarbe, Religion, Herkunft, Geschlecht und Nation will das Hilfswerk dazu beitragen, Not und Elend in Form von Hunger, Armut, Krankheit und anderen Formen menschlichen Leidens zu lindern und allen Menschen ein Leben in Würde zu ermöglichen. Dies geschieht in der Regel über die Förderung von Projekten und Einrichtungen vor Ort und in allen Teilen der Welt, die nicht ausreichend von anderen Kostenträgern finanziert werden. Vorwiegend erstreckt sich die Hilfe auf die Bereiche Gesundheit und Wohlfahrt, Bildung und Erziehung, Jugend- und Altenhilfe sowie die Hilfe für Verfolgte und Katastrophenopfer. Hierbei wird ein besonderes Augenmerk auf die „Hilfe zur Selbsthilfe“ gelegt, um eine dauerhafte Verbesserung der Verhältnisse zu erreichen.

### Akademie der Neuapostolischen Kirche Süddeutschland
Die Akademie der Neuapostolischen Kirche Süddeutschland bietet Aus- und Weiterbildungsangebote für Amts- und Funktionsträger (Jugendbetreuer, Organisten, Dirigenten, Lehrkräfte für den kirchlichen Unterricht) der Gebietskirche an. Das Angebot richtet sich hierbei an einem von 5 Fachbereichen aus. In den Bereichen Grundlagen für Amtsträger, Seelsorgepraxis, Religionspädagogik, Theologie und Musik bietet die 2009 gegründete Akademie eine Plattform des Lernens und des Gedankenaustausches. Geistliche und Funktionsträger, allesamt Laien, können hier Erfahrungen austauschen und Impulse erhalten, Kenntnisse und Fähigkeiten erwerben die auch zu ihrer persönlichen Weiterentwicklung beitragen können.

### „Gremium im Fall sexueller Übergriffe“ und Konzeption „Achtsamkeit“
Seit ihrem ersten Rundschreiben im Jahr 2008 hat die Leitung der NAK Süddeutschland ein „Prüf- und Beratergremium“ zur Behandlung von Vorwürfen sexualisierter Gewalt etabliert, dem neben Apostel Jürgen Loy auch eine Ärztin, ein Psychologe und ein Rechtsanwalt angehören. Mitgliedern der Kirche wird angeboten, sich bei Übergriffen direkt an den Geistlichen Loy zu wenden. Dennoch verweist die Kirche in ihrer Ausarbeitung „Umgang mit sexuellen Übergriffen in der Seelsorge“ sowie auf der Webseite des Gremiums auf externe Anlaufstellen, Hilfs- und Informationsangebote.
Bis Mitte des Jahres 2016 präsentierte die Leitung der NAK Süddeutschland unter dem Namen ‚Konzeption „Achtsamkeit“‘ im Internet einen neuen Maßnahmenplan zur aktiven Vorbeugung und Aufklärung sexuellen Missbrauchs, in erster Linie an Kindern. Das Konzept fußt dabei auf der Verpflichtung für sämtliche Funktionäre (auch außerhalb eines geistlichen Amtes) zur Unterzeichnung eines Verhaltenskodex und der vorangehenden Prüfung eines erweiterten Führungszeugnisses (EFZ) auf der rechtlichen Grundlage von § 72a des Achten Buches Sozialgesetzbuch, durchgeführt von einer unabhängigen Anwaltskanzlei.
Publizist und Herausgeber des Internetmagazins „glaubenskultur“, Michael Koch, brachte die Einführung der ‚Konzeption „Achtsamkeit“‘ in Verbindung mit öffentlich gewordenen Wiederholungsfällen der sexuellen Nötigung durch einen 50-jährigen Geschäftsführer eines Textilunternehmens in Reutlingen. Koch berief sich dabei auf Insider-Informationen, wonach der im November 2016 zu einer bedingten Freiheitsstrafe verurteilte Täter noch kurz zuvor aktiver Priester in der neuapostolischen Gemeinde Reutlingen-Süd gewesen sei. Dessen Opfer, die sich in mehreren Fällen in psychotherapeutischer Behandlung befanden, stammten sowohl aus dem beruflichen wie auch kirchlichen Umfeld. Die Übergriffe sollen sich über zwei Jahrzehnte hingezogen haben, wobei es selbst bei sakralen Handlungen wie dem Heiligen Abendmahl zu solchen gekommen sein soll. Die NAK Süddeutschland reagierte schon vor der Verurteilung mit einer Amtsenthebung des Priesters und einem punktuellen Hausverbot. Gesprächspartner von Koch aus der betroffenen Region bemängelten hingegen, dass keine leitenden Amtsträger zur Verantwortung gezogen worden seien.